# Falacia del cohete péndulo

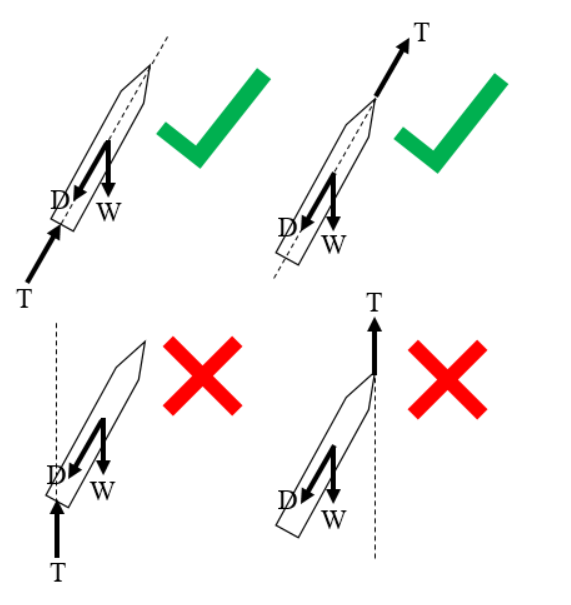
Diagrama de fuerzas ilustrando la falacia del cohete péndulo

Robert Goddard junto al primer cohete de combustible líquido, 1926.

La falacia del cohete péndulo es un muy común malentendido fundamental sobre la mecánica de vuelo de un cohete y cómo estos mantienen una trayectoria estable. El primer cohete de combustible líquido, construido por Robert Goddard en 1926, era significativamente diferente de los cohetes modernos en tanto que en aquel el motor de cohete estaba arriba y el tanque de combustible en la parte inferior. Se creía que, en vuelo, el cohete "colgaría" del motor de forma análoga a como un péndulo cuelga de un pivote. El peso del tanque de combustible sería todo lo necesario para que el vuelo sea directamente hacia arriba. Esta creencia es incorrecta. De hecho, la estabilidad del cohete depende de otros factores. La mecánica newtoniana básica muestra que el cohete de Goddard es tan estable (o inestable) como lo sería estando el motor del cohete debajo del tanque de combustible (como en la mayoría de los cohetes modernos).

Si el motor empujara la punta del cohete directamente hacia arriba incluso aunque el resto del cohete se balanceara debajo como un péndulo, el cohete tendría una trayectoria recta y estable. Sin embargo, los motores están unidos al resto del cohete, por lo que si el cohete se inclina el motor del cohete no aplicará una fuerza estable hacia arriba sino simplemente en la misma dirección a la que sea esté apuntando el cohete.